# Monte Gonare
Monte Gonare este o arie protejată (arie specială de conservare — SAC, sit de importanță comunitară — SCI) din Italia întinsă pe o suprafață de 796 ha, integral pe uscat.

## Localizare
Centrul sitului Monte Gonare este situat la coordonatele 40°14′03″N 9°11′51″E / 40.234167°N 9.1975°E.

## Înființare
Situl Monte Gonare a fost declarat sit de importanță comunitară în iunie 1995 pentru a proteja 1 specie de plante și 12 specii de animale. Situl a fost protejat și ca arie specială de conservare în aprilie 2017.

## Biodiversitate
Situată în ecoregiunea mediteraneană, aria protejată conține 7 habitate naturale: Râuri mediteraneene cu debit permanent cu specii de Paspalo-Agrostidion și galerii riverane de Salix și de Populus alba, Păduri de Quercus ilex și Quercus rotundifolia, Păduri de Ilex aquifolium, Dehesas cu Quercus spp. perene, Păduri de stejar alb estice, Păduri de Quercus suber, Pseudostepă cu ierburi și specii anuale de Thero-Brachypodietea.
La baza desemnării sitului se află mai multe specii protejate:
- plante (1): Brassica insularis
- păsări (7): uliu porumbar (Accipiter gentilis arrigonii), Alectoris barbara, caprimulg (Caprimulgus europaeus), șoim călător (Falco peregrinus), ciocârlie de pădure (Lullula arborea), Sylvia sarda, silvie de tufiș (Sylvia undata)
- amfibieni (1): Discoglossus sardus
- mamifere (4): liliac cu aripi lungi (Miniopterus schreibersii), liliacul mare cu potcoavă (Rhinolophus ferrumequinum), liliacul mic cu potcoavă (Rhinolophus hipposideros), liliacul cu potcoavă a lui méhely (Rhinolophus mehelyi)

Pe lângă speciile protejate, pe teritoriul sitului au mai fost identificate 57 de specii de plante, 40 de specii de păsări, 2 specii de amfibieni, 4 specii de mamifere, 5 specii de reptile.